# Ritterella yamazii
Ritterella yamazii is een zakpijpensoort uit de familie van de Ritterellidae. De wetenschappelijke naam van de soort is voor het eerst geldig gepubliceerd in 1949 door Tokioka.